# 変色効果

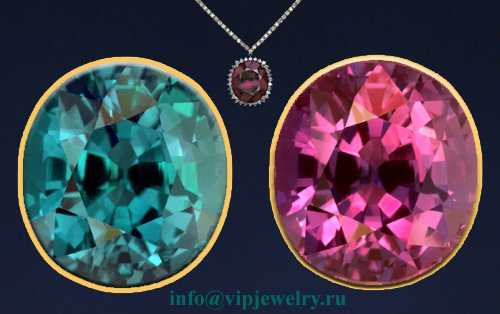
優れた変色効果を示すアレキサンドライト

変色効果（へんしょくこうか）は、鉱物に見られる光の効果のひとつで、ある鉱物が異なる光源下で違う地色を示すことを云う。特に宝石に関しては、日光・蛍光灯下と白熱光・燃焼光下での明瞭に色が違って見える現象を指し、具体的にはアレキサンドライトだと日光・蛍光灯下では暗緑色、青緑色を示すが、白熱灯や蝋燭の明かりの下だと赤紫色に変わる。アレキサンドライト効果ともいい、この効果を示す石をアレキタイプなどともいう。
変色効果自体は18世紀から知られており、白昼は深い青、夜間の人工照明下においてはアメシストに似たスミレ色を呈するサファイアが不思議なサファイアと呼ばれ、小説の題材にされたりした。一躍有名になったのは19世紀になり、青緑から赤紫へと劇的な変色効果を示すアレキサンドライトがロシアで発見されてからである。
変色効果の原理をアレキサンドライトを例にとり説明すると、これはこの石が黄色系スペクトルを吸収するクロムを含有し、また石が反射する光に赤色要素と緑色要素の両方が平均的に存在し、青みが強い光線の元では青色系の色を、赤みが強い光線の元では赤色系の色を反射するためである。
宝石として用いられる素材で、変色効果を有することがある鉱物にはアメシスト、ガーネット、クリソベリル、不純物としてバナジウムを含んだサファイアやスピネル、トルマリン、人工宝石であるCZ(キュービックジルコニア)などがある。
アレキサンドライトは変色効果を示すクリソベリルを指し、変色効果を示すガーネットとともに色変化が劇的で希少性も高いが、その他の石についてはそれほど珍しいものでもなく、変色もサファイアやスピネルを例にとると上述したように多くは青とスミレ色など、さほど劇的ではないのでそれほど注目されない。しかし変色の程度は個々の石一つ一つで異なるので、同じアレキサンドライトでも赤があまり出ない、程度のあまり良くない石は安価になり、劇的な色変化を示す石は人工宝石を除き種類を問わず高価になる。
また安価に人工合成できるキュービック・ジルコニア(CZ)や、サファイア、スピネルについては人工合成されたそれらが合成アレキサンドライトという触れ込みで安物のジュエリーに取り付けられ、販売されることがある。またガラスにも変色効果が認められる製品があり、変色ガラス、またはアレキサンドライトガラスと呼ばれる。

## 参照及び参考文献
1. ↑  春山行夫 (1989-6-30). 春山行夫の博物誌IV宝石1. pp. 184 ISBN 4-582-51217-8